# Parmelia marmorophylla
Parmelia marmorophylla är en lavart som beskrevs av Kurok. Parmelia marmorophylla ingår i släktet Parmelia och familjen Parmeliaceae.   Inga underarter finns listade i Catalogue of Life.